# Cethosia nigrescens
Cethosia nigrescens är en fjärilsart som beskrevs av Van Eecke 1913. Cethosia nigrescens ingår i släktet Cethosia och familjen praktfjärilar. Inga underarter finns listade i Catalogue of Life.